# Kaltenmoor
Kaltenmoor ist der bevölkerungsreichste Stadtteil von Lüneburg in Niedersachsen.

## Geografie
Kaltenmoor liegt im Südosten der Stadt und wird in westlicher Richtung durch die Ilmenau, östlich durch die Ostumgehung (B4/B209) begrenzt. Weiter östlich liegt hinter einem Grüngürtel entlang der Ostumgehung und über eine Apfelbaum-Allee verbunden der Stadtteil Neu Hagen. Kaltenmoor grenzt nordwestlich an den Stadtteil Schützenplatz und südwestlich an Wilschenbruch.

## Geschichte
Am 30. April 1965 verkaufte die Besitzerin des Gutes Kaltenmoor, Frau von Bülow, Ländereien in der Größe von rund 100 ha an die Stadt Lüneburg, die dieses Land zu günstigen Preisen an private und gemeinnützige Bau- und Wohnungsunternehmen wie die Neue Heimat weiter veräußerte. In der Wohnungsnot der 1960er Jahre wurden damit ab 1967 die Hochhäuser errichtet, die heute das Bild des Stadtteils prägen. Die Wohnbebauung besteht heute aus Sozial- und Eigentumswohnungen. Am östlichen Rand des Stadtteils entstanden in zwei Bebauungsschritten Wohngebiete vorwiegend mit Zwei- und Einfamilienhäusern: In der zweiten Hälfte der 1970er Jahre das Wohngebiet Klosterkamp, zu Beginn des Jahrtausends Bülows Kamp.
Der Charakter des Stadtteils wurde in den Jahren zwischen 1966 und 1975 als autogerechte Stadt entwickelt.

## Sanierung des Viertels
Um das Jahr 2000 wurde für Kaltenmoor eine Sanierung mit dem Titel 'Soziale Stadt' beschlossen, um 2019 das Zentrum des Stadtteils mit einem großen baulichen Sanierungsprogramm mit dem Titel 'Sozialer Zusammenhalt' weiter entwickelt, das insbesondere auch die soziale Infrastruktur wie die Sporthalle, Spielplätze einschloss. Die Carl-Friedrich-Goerdeler-Straße wurde teilweise rückgebaut und verschwenkt. Die Wohnblöcke des Stadtteils und einige der umliegenden Quartiere sind an das Fernwärmenetz angeschlossen und werden über das Blockheizkraftwerk Kaltenmoor versorgt. Ab Sommer 2024 wurde die Wilhelm-Leuschner-Staraße komplett neu asphaltiert und die Gewege neu gepflastert.

## Wirtschaft und Infrastruktur
Das wirtschaftliche Zentrum des Stadtteils ist die St.-Stephanus-Passage, die bis 2020 tiefgreifend umgestaltet wurde und alle Dinge und Dienstleistungen des täglichen Bedarfs bietet. Auf dem St.-Stephanus-Platz findet ein Wochenmarkt statt.

### Bildung
In Kaltenmoor befinden sich zahlreiche Bildungseinrichtungen, darunter mehrere Kindertagesstätten, die Anne-Frank-Grundschule und die Integrierte Gesamtschule Lüneburg. Auch das Johanneum Lüneburg hat seit 1978 als Gymnasium seinen Sitz im Stadtteil Kaltenmoor.

### Sport
In Kaltenmoor-Neu Hagen befinden sich das Freibad der Stadt und die im Rahmen der Quartiersanierung modernisierte Sporthalle Kaltenmoor mit einer Tribüne für 300 Zuschauer.

### Religion

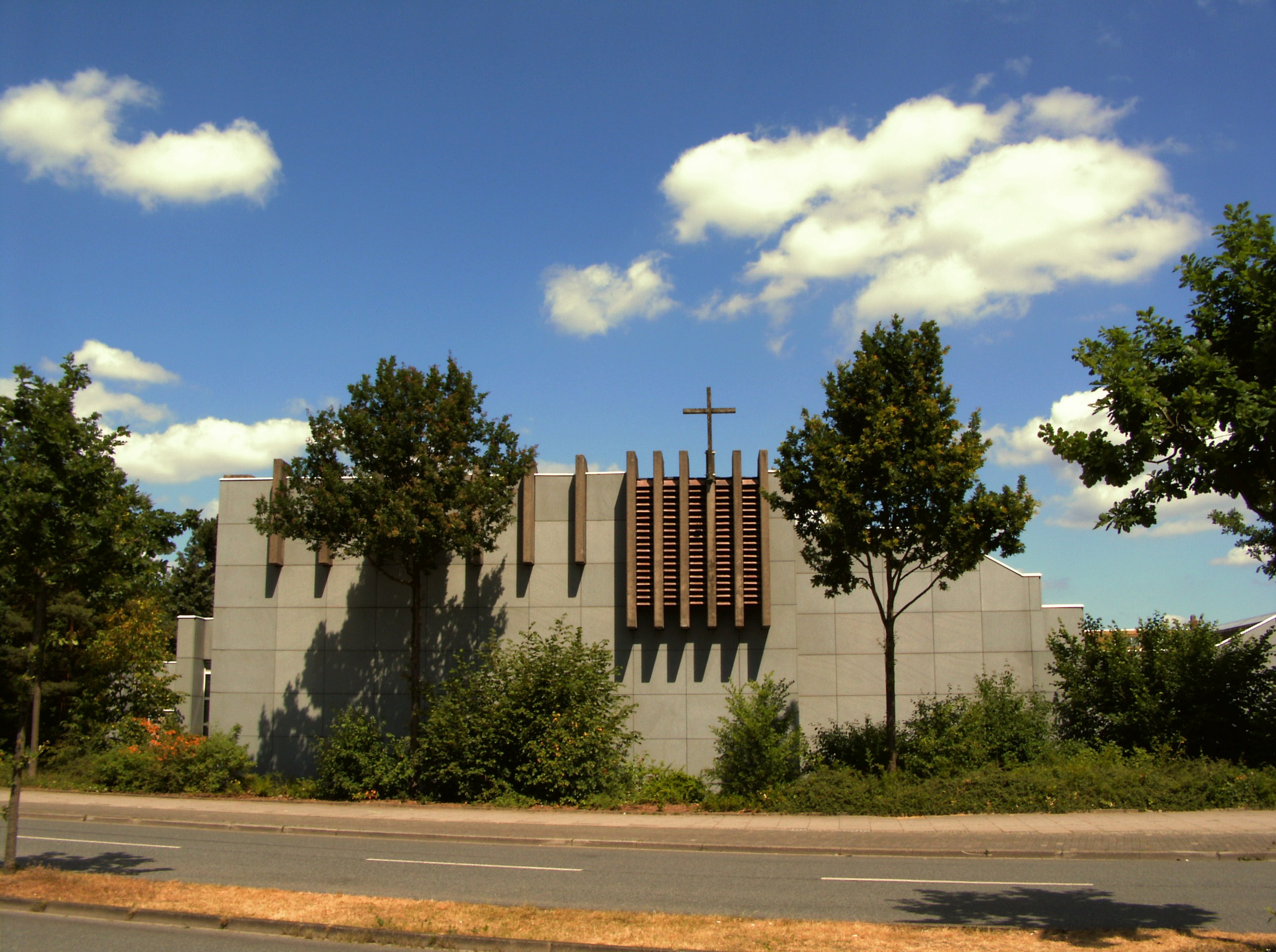
Ökumenisches Zentrum St. Stephanus

Im Zentrum des Stadtteils befindet sich das 1973/74 erbaute Ökumenische Zentrum St. Stephanus mit eigenen Gottesdiensträumen für evangelisch-lutherische und katholische Gottesdienste. Andere Räume werden teilweise von beiden Konfessionen gemeinsam genutzt. Es ist der evangelischen Gemeinde St. Stephanus und der katholischen Pfarrgemeinde St. Marien zugeordnet. Darüber hinaus befindet sich an der Ecke Am Schierbrunnen / Blümchensaal die Christuskirche der 1958 gegründeten evangelisch-reformierten Kirchengemeinde Lüneburg-Uelzen.
Von der Konrad-Adenauer-Straße aus erreicht man den Waldfriedhof, mit 24,1 Hektar Fläche und 20.000 Grabsteinen der größte Friedhof der Stadt Lüneburg. Durch das Wachstum der muslimischen Gemeinde zog die Al-Sahaba-Moschee an den Rand von Kaltenmoor.

### Kaltenmoor als sozialer Brennpunkt
In Kaltenmoor gab es gehäuft schwere Straftaten, die die Wahrnehmung des Stadtteils als Problemviertel in der Öffentlichkeit prägen. Dazu gehören gewaltsame Beziehungstaten, Tötungsdelikte und eine Schießerei aus einem fahrenden Auto heraus. Zeitweise gab es eine Sonderkommission der Polizei, die der Bildung eines 'rechtsfreien Raumes' entgegengewirkt hat. Anwohner wehren sich gegen eine Stigmatisierung des Stadtteils und Beschränkung auf die Wahrnehmung als Problemviertel. Vertreter der Polizei äußern, dass Kaltenmoor unter Berücksichtigung der Einwohnerzahl keine auffällige Kriminalitätsrate aufweist.